# Isonokami no Yakatsugu
Isonokami no Yakatsugu est un nom japonais traditionnel ; le nom de famille (ou le nom d'école), Isonokami, précède donc le prénom (ou le nom d'artiste).
Isonokami no Yakatsugu (石上 宅嗣, 723 – 23 juillet 781) est un noble japonais et érudit de la fin de l'époque de Nara. Il est le petit-fils du sadaijin Isonokami no Maro et le fils du chūnagon Isonokami no Otomaro. Yakatsugu lui-même atteint le rang de cour de 正三位 (shō san-mi) et la position de dainagon et se voit accorder le rang de 正二位 (shō ni-i) à titre posthume.

## Biographie
En 751, Yakatsugu est promu de 正六位下 (shō roku-i no ge) à 従五位下 (ju go-i no ge) et nommé second assistant au ministère des Cérémonies (治部少輔). En 757, il est promu 従五位上 (ju go-i no jō) et nommé kokushi (gouverneur) de la province de Sagami, en 759 gouverneur de la province de Mikawa et en 761 gouverneur de la province de Kazusa. En 761 il est également choisi pour être envoyé d'une mission dans la Chine des Tang mais est remplacé l'année suivante par Fujiwara no Tamaro sans terminer le voyage. En 763, il est nommé vice-ministre au Shikibu-shō (Ministère des Services civils).
Yakatsugu complote avec Fujiwara no Yoshitsugu, Ōtomo no Yakamochi et Saeki no Imaemishi pour renverser le daijō-daijin et le puissant de l'époque, Fujiwara no Nakamaro, mais leur complot est découvert. en 764, Yakatsugu est rétrogradé au poste de ministre adjoint au Dazaifu — jusqu'à ce que neuf mois plus tard Nakamaro mène sa propre rébellion, échoue et soit tué. Yakatsugu est réhabilité, promu 正五位上 (shō go-i no jō) et nommé gouverneur de la province de Hitachi.
Sous le gouvernement suivant mené par Dōkyō, Yakatsugu est régulièrement promu, nommé 従四位下 (ju shi-i no ge) en 765 et lieutenant général dans la garde impériale (中衛中将) et rejoint les rangs des kugyō avec une promotion au poste de  sangi l'année suivante en 766. Plus tard cette même année, il est promu 正四位下 (shō shi-i no ge) et en 768, 従三位 (ju san-mi).
À la mort de l'impératrice Shōtoku en 770, Yakatsugu se range du côté de Fujiwara no Nagate et soutient le futur empereur Kōnin comme successeur. le nouvel empereur continue à l'apprécier et Yakatsugu est promu chūnagon en 771 et dainagon en 780, ce qui fait de lui le troisième personnage le plus élevé en rang au sein du daijō-kan après l'udaijin Ōnakatomi no Kiyomaro et le naidaijin Fujiwara no Uona. Pendant cette période, il occupe également des postes à la tête du Dazaifu, au Shikibu-sho, au ministère du centre et dans les quartiers du prince héritier. En 775, il reprend l'ancien nom de sa famille des Mononobe no Ason mais en 779 il revient à celui d'Isonokami, à présent au titre de  大朝臣 (Ō-Ason).
En 781 Yakatsugu est promu 正三位 (shō san-mi) mais meurt deux mois plus tard. Le rang de 正二位 (shō ni-i) lui est accordé à titre posthume

## Personnalité
Intelligent et vif d'esprit, Yakatsugu possède aussi une belle apparence. Son discours et son comportement sont calmes et élégants.
Grand amateur des classiques confucéens et des textes historiques, il est familier avec une grande variété de livres. Il aime aussi écrire et est compétent à la fois en  écriture cursive chinoise et en écriture des clercs. Il compose des kanshi et est considéré comme un des grands spécialistes de son temps avec Ōmi no Mifune (ja). Ses écrits sont inclus dans le Keikokushū.
Il est également versé dans le bouddhisme et écrit le 浄名経讃 (Jōmyōkyō-san) et le 念仏五更讃 (Nenbutsu-gokō-san) sur le sujet. Il construit un temple appelé Ashuku-ji (阿閦寺) sur son ancienne résidence, et dans un coin du complexe, établit une bibliothèque appelée Untei (ja). Il y rend divers textes accessibles au public, en se concentrant principalement sur les ouvrages non-bouddhistes. Cette bibliothèque publique passe pour être la première au Japon.

## Généalogie
- Père : Isonokami no Otomaro
- Mère : Inconnue
- Épouse : Inconnue
  - Fils : Isonokami no Tsugutari (石上継足?)
  - Fille : épouse de Fujiwara no Otomo (藤原雄友?)

## Source de la traduction
- (en) Cet article est partiellement ou en totalité issu de l’article de Wikipédia en anglais intitulé « Isonokami no Yakatsugu » (voir la liste des auteurs).